# Citioica
Citioica is een geslacht van vlinders uit de familie van de nachtpauwogen (Saturniidae), uit de onderfamilie van de Ceratocampinae. De wetenschappelijke naam en de beschrijving van dit geslacht zijn voor het eerst gepubliceerd in 1965 door Lauro Pereira Travassos en Noronha.
De soorten van dit geslacht komen voor in Midden- en Zuid-Amerika.

## Soorten
- Citioica anthonilis (Herrich-Schäffer, 1854)
- Citioica colombiana Brechlin, 2017
- Citioica grisecolombiana Brechlin, 2017
- Citioica grisescens (Hoffmann, 1942)
- Citioica guayensis Brechlin & Meister, 2011
- Citioica homoea (Rothschild, 1907)
- Citioica kaechi Brechlin, 2017
- Citioica rubrocanescens Brechlin & Meister, 2011